# Ace Combat

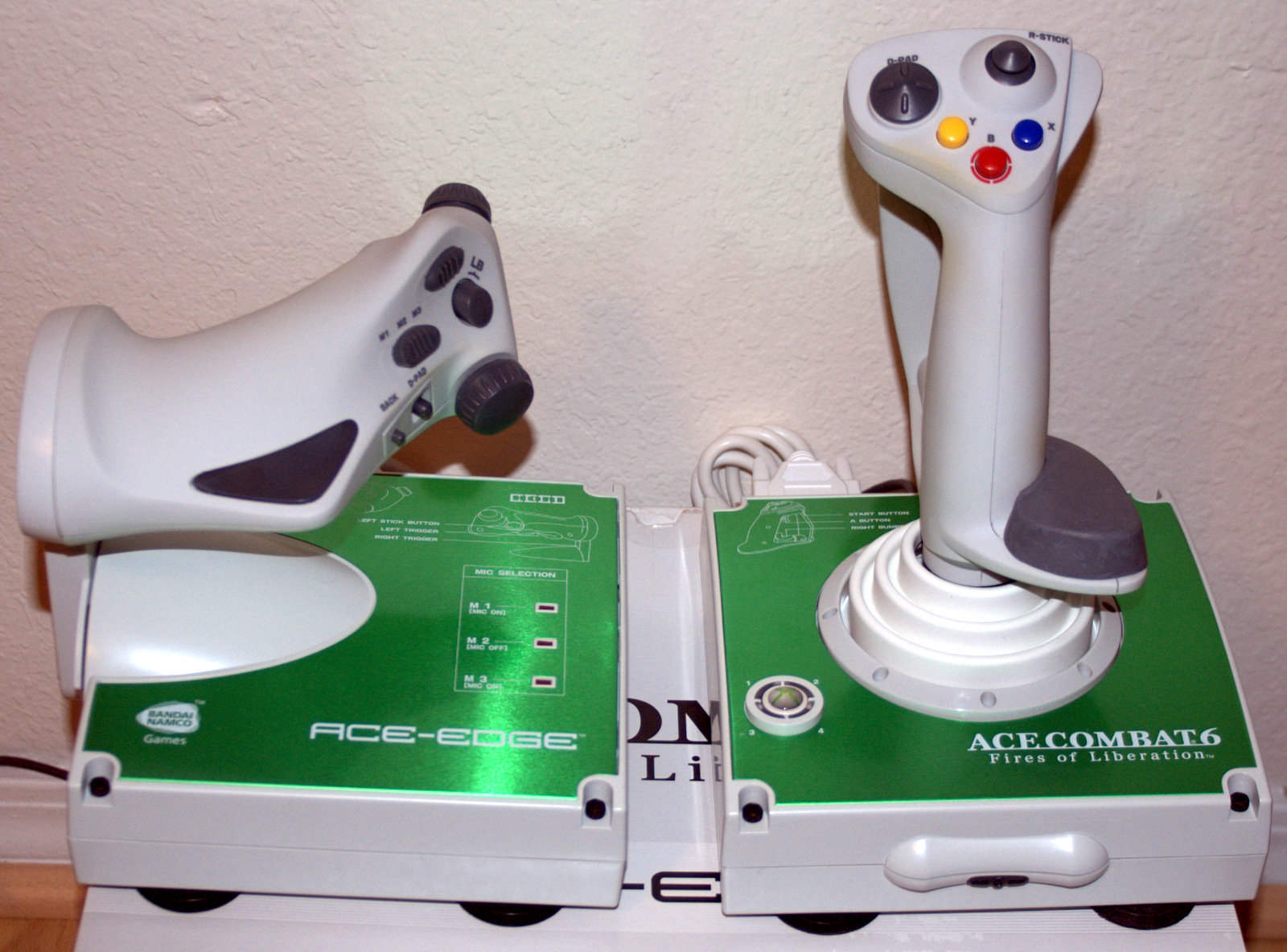
Joystick und Schubhebel der Ace Combat 6 – Ace-Edge-Edition

Ace Combat ist eine Serie von arcadelastigen Videospielen der japanischen Softwarefirma Namco für verschiedene Plattformen aus der Kategorie der militärischen Flugsimulationen bzw. Actionspiele.
Der erste Teil erschien 1995 unter dem Titel Air Combat für die erste Sony PlayStation und war so erfolgreich, dass gleich mehrere Sequels, später auch auf der PlayStation 2, erschienen.
Die Spiele zeichnen sich dadurch aus, dass die einzelnen Missionen durch eine fortlaufende Geschichte miteinander verwoben sind. Allerdings ist dieses Merkmal bei einigen Teilen der europäischen Versionen entfernt worden. Außerdem wurden bei den europäischen PAL-Fassungen für die PlayStation 2 einige in den entsprechenden japanischen oder amerikanischen NTSC-Versionen vorhandenen Besonderheiten wie die multilinguale Sprachausgabe entfernt (nur noch englische anstatt zusätzlicher japanischer Sprachausgabe).
Im Oktober 2007 erschien der Nachfolger zu The Belkan War, welcher unter dem Titel Ace Combat 6 – Fires of Liberation exklusiv für die Xbox 360 erhältlich ist.
Ende Mai 2014 erschien Ace Combat Infinity als Free-to-play-Titel exklusiv für Sonys PlayStation 3, welches bis 31. März 2018 gespielt werden konnte. Das Spiel wurde über das PlayStation Network heruntergeladen und umfasste acht Einzelspieler- und mehrere Koop-Multiplayermissionen.

## Ace Combat 3: Electrosphere
Die PAL- und US-NTSC-Fassungen des Spieles wurden stark geschnitten. Umfasste das Spiel in der japanischen Originalversion noch zwei CDs und einen reichhaltigen Storymodus mit multiplen Pfaden, wurde die Story aus den anderen Varianten komplett entfernt und das Spiel auf nur eine CD gepresst. Unter Kennern der Serie zählt die japanische Version des Spiels zu den besten Ace-Combat-Titeln schlechthin. Zusätzlich zum Spiel und dem Handbuch gab es dazu auch noch ein kleines Artbook. 

## Chronologie
- 1995: Ace Combat (auch Air Combat) für PlayStation
- 1997: Ace Combat 2 für PlayStation
- 1999: Ace Combat 3 – Electrosphere für PlayStation
- 2001: Ace Combat 04 – Distant Thunder (auch Shattered Skies)  für PlayStation 2
- 2004: Ace Combat 5 – The Unsung War (auch Squadron Leader) für PlayStation 2
- 2004: Ace Combat Advance für Game Boy Advance
- 2006: Ace Combat Zero – The Belkan War für PlayStation 2
- 2006: Ace Combat X: Skies of Deception für PlayStation Portable
- 2007: Ace Combat 6 – Fires of Liberation für Xbox 360
- 2010: Ace Combat: Joint Assault für PlayStation Portable
- 2010: Ace Combat Xi: Skies of Incursion für iOS
- 2011: Ace Combat – Assault Horizon für PlayStation 3, Xbox 360
- 2011: Ace Combat – Assault Horizon Legacy für Nintendo 3DS
- 2013: Ace Combat – Assault Horizon Enhanced Edition für PC
- 2014: Ace Combat Infinity für PlayStation 3
- 2015: Ace Combat: Assault Horizon Legacy Plus für Nintendo 3DS
- 2019: Ace Combat 7: Skies Unknown für PC, Xbox One, PlayStation 4, PlayStation VR[2] und Nintendo Switch